# رياض (اسم)
رياض هو اسم علم مذكر ومؤنث من أصل عربي، ومعناه هو جمع روضة، وهي الأراضي الخضراء المخصبة.

## شخصيات تحمل الاسم
- رياض أحمد جوهر شاهي (25 نوفمبر 1941 – 25 نوفمبر 2001)
- رياض الأسعد (1961 – )
- رياض البوعزيزي (لاعب كرة قدم تونسي، 8 أبريل 1973[3] – )
- رياض الجلاصي (لاعب كرة قدم تونسي، 7 يوليو 1971[4] – )
- رياض الصلح (سياسي لبناني، 1894[5][6] – 17 يوليو 1951[5])
- رياض إبراهيم، وزير صحي عراقي سابق.
- رياض باجيج (لاعب كرة قدم بوسني، 6 مايو 1994[7] – )
- رياض بودبوز (لاعب كرة قدم جزائري، 19 فبراير 1990[8] – )
- رياض فريد حجاب (سياسي سوري، رئيس وزراء سورية (حزيران 2012 – آب 2012)، 1966 – )
- رياض كنيش (لاعب كرة قدم جزائري، 30 أبريل 1993[9] – )
- رياض محرز (لاعب كرة قدم جزائري، 22 فبراير 1991[10] – )

## وصلات خارجية
- موسوعة السلطان قابوس لأسماء العرب